# Сары-хан
Сары-хан, Сары-бек (узб. Sarixon / Saribek тадж. Сарихон / Сарибек) — бек Кулябского и Бальджуанского бекств Бухарского эмирата, представитель узбекского рода Катаган.

## Происхождение
Сары-хан был кулябским уроженцем из узбекского рода Катаган.

## Бек в Восточной Бухаре
Сары-хан, будучи ловким и хитрым, около десяти лет управлял Кулябским и Бальджуанским бекствами Восточной Бухары и боролся за отделение этих бекств от Бухарского эмирата.
После возвышения Сары-хана, в 1863 году происходило жестокое столкновение между ним и дарвазским владетелем Измаилом Ша, в результате которого дарвазцы потеряли своё влияние на Куляб, Гиссар и Каратегин. Сары-хан в 1865 году, заключив союз с гиссарским беком, временно отложился от Бухарского эмирата, позже потерпел поражение от бухарского войска, но потом был прощен бухарским эмиром и оставлен наместником в Кулябе.
С первых же дней поражения Бухарского эмирата в сражениях с русскими войсками, беки Регарского и Гиссарского бекств при помощи и поддержке Сары-хана и китабо-шахрисабзских беков, порвав связь с Бухарой объявили себя самостоятельными.
Во время восстания старшего сына бухарского эмира Сеид Абдумалика Сары-хан присоединился к нему. Сары-хан был наиболее жестоким и суровым деспотом среди всех властителей Восточной Бухары. Во имя достижения своих целей, т.е. подчинения своему влиянию Восточной Бухары, он уничтожил не один десяток своих противников, претендовавших на главенство в этой территории. Но несмотря на это, ему приписывается большая роль в деле централизации бекств Восточной Бухары, после их последней попытки отделения от Бухарского эмирата в 60-е годы XIX века. Опираясь на Абдулмалика, он пытался объединить районы Восточной Бухары под своим главенством и расширить своё влияние за счёт гиссарского и каратегинского беков. Он пытался объединить против бухарского эмира всех недовольных в Восточной Бухаре и собрать ополчение. В это время, ему в подчинении были также Курган-Тюбинское и Кабадианское бекства, и вообще вся территория, расположенная по нижнему течению рек Вахш и Кафирниган. Сары-бек первым долгом заботился о своих приближённых.
Сараы-хан оказывал помощь гиссарскому беку в организации нападения его на более мелкие владения и заключив военный союз каратегинским беком Музаффар-ханом, планировал вести совместную борьбу против бухарского эмира. Также он временами активно вмешивался во внутренние дела Чар-вилайета (Афганского Туркестана) и оказывал помощь отдельным его правителям. Помимо этих, снарядив своё двухтысячное войско, им были совершены набеги на жителей приграничных районов Афганистана.
В 1869 году, кулябские феодалы во главе Сары-ханом внезапно напали на Каратегин, после выявления ими тайной записки от каратегинского Музаффар-хана бухарскому эмиру. Однако войскам Сары-хана не пришлось долго задерживаться здесь, поскольку в это время на его владения начали нападать бухарские войска.
Сары-хан, совместно новым денауским беком Улуг-беком под демагогическим лозунгом «освобождения населения от податей» в начале 1869 года пытался поднять жителей гиссарской долины против наступающих войск бухарского эмира.
Не имея сил для дальнейшего сопротивления бухарским войскам, некоторые гиссарские феодалы постепенно переходили на сторону эмира, а часть — к Сары-хану. После покорения ряд бекств бухарским эмиром, беки этих владений со своими единомышленниками скрывались у своего союзника Сары-хана. Однако последний, предвидя наступления бухарского войска на подконтрольные ему бекства и желая спасти своё положение, арестовав этих наиболее видных феодальных представителей вместе с беками выдал их бухарскому эмиру. Более двадцати выданных Сары-ханом были казнены в Дербенте. Но и после этого эмир не добился полного подчинения владений Восточной Бухары.
После покорения эмиром к 70-м годам XIX века большинства горных владений Сары-хан бежал в Афганистан.